# Eximén Aznárez d'Oteiza
Eximén Aznárez d'Oteiza (? - ?) va ser un cavaller aragonès d'origen navarrès, primer senyor d'Oteiza i fundador del llinatge dels Oteiza. Fou fill d'Aznar Fortunyones i tengué un fill: Aznar Ximénez d'Oteiza 1095. Segons diu la Crònica de Sant Joan de la Penya, lluità a la batalla d'Alcoraz.